# Bioceres
El Grupo Bioceres se dedica a canalizar inversiones en empresas enfocadas al avance de soluciones de alto impacto con base científica. Se originó como Bioceres, una empresa de biotecnología agropecuaria fundada en 2001, en la localidad de Rosario, Santa Fé. El 75% de sus ventas son nacionales, mientras que el resto se exporta a países de la región, como Brasil, Paraguay, Bolivia, Uruguay y Colombia y del resto del mundo.
Una de sus subsidiarias es Bioceres Crop Solutions, presente en el mercado norteamericano y cotiza en NASDAQ a través de su acción $BIOX.

## Historia
La Compañía fue fundada en diciembre de 2001 por 23 líderes del movimiento de agricultura de conservación en Argentina, incluidos empresarios agrícolas innovadores, cooperativas agrícolas y diferentes actores del sector agroindustrial. Entre los fundadores destacados se encuentran: Roberto Peiretti, Gustavo Grobocopatel, Víctor Trucco y Rogelio Fogante quienes participaban previamente en AAPRESID.
En 2004 se asoció con Biosidus y Conicet para crear INDEAR (Instituto Nacional de Agrobiotecnología de Rosario), una empresa de investigación y desarrollo en biotecnología. En 2009 se toma posesión de la parte del paquete accionario que correspondía a Biosidus, quedando como único socio privado.

## Subsidiarias
Sus subsidiarias son:
- Bioceres Crop Solutions unidad de negocios que opera en NASDAQ[6]
- INDEAR, investigación y desarrollo en biotecnología[7]
- INMET, soluciones de ingeniería metabólica
- Trigall Genetics, desarrollo del trigo transgénico (en asociación con Florimond Desprez)
- Héritas, medicina de precisión
- Bioceres Semillas,[8] comercialización de semillas
- Rizobacter Argentina,[9] protección de cultivos

## Tecnología HB4
En 2003 Bioceres comenzó una colaboración de investigación en conjunto con el Consejo Nacional de Investigaciones Científicas y Técnicas (CONICET) y la Universidad Nacional del Litoral (UNL). Allí, el grupo liderado por Raquel Chan y Daniel González habían descubierto el efecto de tolerancia a la sequía de un gen de girasol denominado hahb-4. El descubrimiento inicial le permitió a Bioceres desarrollar un proyecto específico para generar nuevos eventos de trasformación de hahb-4 sobre Arabidopsis thaliana. El objetivo del proyecto fue evaluar diferentes promotores y construcciones moleculares para ser usadas luego sobre cultivos de interés agronómico.
En el transcurso del desarrollo de la tecnología se identificó una versión particularmente eficiente del gen hahb-4. Esta nueva versión, modificada del gen original, proporciona una mayor eficacia en condiciones de sequía. El gen del girasol hahb-4 modificado mejora la adaptación de la planta al medio ambiente, lo que permite obtener un mayor rendimiento de grano. Sin embargo, en años favorables y de alta productividad la tecnología no presenta penalidad en el rendimiento.
Los ensayos de trigo y soja comenzaron en 2008 y 2009 respectivamente, y luego de varias campañas se seleccionaron los eventos más destacados en los ensayos a campo. La selección final del evento se llevó a cabo en 2012 y 2013 para el caso de trigo y soja respectivamente. Los criterios de selección se basaron en los datos moleculares y los rendimientos a campo. La información generada durante esta etapa de desarrollo se utilizó para realizar un portfolio de propiedad intelectual (PI) para la tecnología, que comprende tres familias de patentes. En paralelo los resultados de los estudios moleculares y de campo fueron publicados en revistas científicas de amplia difusión.
Actualmente HB4 es la única tecnología OGM tolerante a la sequía del mundo para cultivos de trigo y soja. La tecnología se está ampliando desde 2020 a través de "Generación HB4®" programa de agricultura regenerativa y de identidad preservada.

##### Regulación
En 2015 la Soja HB4 recibe la aprobación condicionada en Argentina.  En 2019 Soja HB4 recibe la aprobación en Estados Unidos, Paraguay y Brasil y en 2021 en Canadá. En 2022 recibió la aprobación de la República Popular China.
En 2020 el trigo HB4 recibe la aprobación condicionada a Brasil, principal mercado de venta de trigo de Argentina. En 2022, el trigo HB4 recibió la aprobación en los Estados Unidos, Nueva Zelanda, Australia, Nigeria y Colombia.
En la práctica los productores supervisan el servicio de producción de semillas y Bioceres es dueño de la semilla y / o grano finalmente producido. 

## Premios y distinciones
- Diploma al mérito Konex 2018: Entidades de Investigación Científica y Tecnológica[25]